# 普芬斯特巴赫河
51°03′07″N 7°07′48″E / 51.0518667°N 7.1300378°E

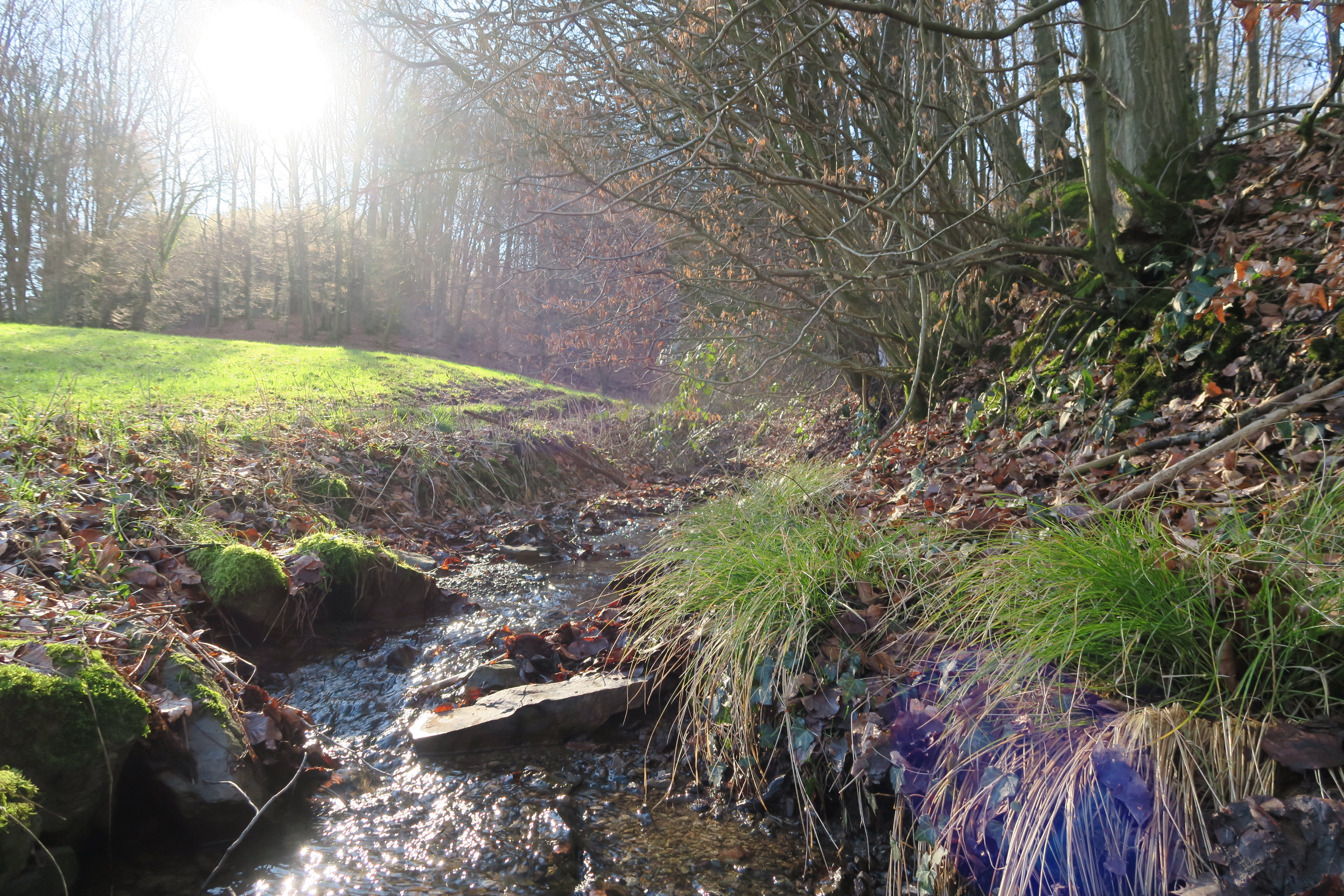

普芬斯特巴赫河（德語：Pfengstbach），是德國的河流，位於該國西部，處於北萊茵-威斯特法倫州，屬於丁恩河的左支流，河道全長3.9公里，流域面積3.5平方公里。